# 藤井宏海
藤井 宏海（ふじい ひろみ、1985年11月20日 - ）は、福井県吉田郡永平寺町出身の元プロ野球選手（投手）。

## 来歴・人物

### プロ入り前
福井工大福井高校在学中は、1年生時からレギュラー。
2年生時には夏の甲子園にエースとして出場し、2回戦の旭川工業高校相手に10-0、14奪三振完封。3回戦帝京高校に7-17で敗退。
3年生時は春のセンバツに出場、桐蔭学園高校に2-3で敗退。夏は福井県大会決勝で敗退、2年連続夏の甲子園出場の夢は目前で絶たれた。アジアAAA選手権では、高校日本代表の4番を任されるなど打撃面の素質も評価されていた。

### ロッテ時代
打撃の素質を評価され、2003年ドラフト7巡目で千葉ロッテマリーンズに内野手として入団。
2004年、二軍が故障者続出による投手不足になったため、内野手登録であったが、二軍で投手として25試合登板。2005年、首脳陣の打診を受け入れ投手転向。しかし、2006年の秋季教育リーグより内野手に再転向。
2007年10月2日、戦力外通告を受ける。12球団合同トライアウトでは打者としても投手としても出場してみせたが、プロ他球団からの誘いはかからず、社会人野球の三菱自動車岡崎に入団した。

### 社会人時代
三菱自動車岡崎では、投手としてプレー。エースの元木貴也に次ぐ存在として頭角を現し、チームの投手陣を引っ張った。

### BCリーグ時代
2009年より、地元であるBCリーグの福井ミラクルエレファンツに投手として入団。1年頑張って復活してもう一度NPBに戻りたいと意欲を燃やす。
同年シーズンの地元開幕戦に先発し、完封した。お立ち台での第一声は「ただいま」だった。コーチである木村一喜がシーズン途中に退団したことにより、一時期は登板日以外の試合では1塁や3塁のベースコーチを務めていた（シーズン中、慶家誠太朗 がアシスタントコーチに就任し、それ以降は務めなくなった）。
また、2009年9月3日の信濃グランセローズ戦では内野手数人が発熱のため欠場となり、急きょ9番ショートとして出場して打席にも立った。その時の成績は1打数0安打（1三振、1四球）。
2010年11月9日、12球団合同トライアウトを再度受け、3者連続奪三振を含めて打者4人を抑える。球速は145km/hを記録した。
2011年3月のキャンプ中、後輩の菅谷翔太に対し「行き過ぎた行為」があり、警察の事件となったが、最終的に不起訴処分となった。この件について藤井は球団から謹慎処分を受けていたが、2012年7月20日付で再び出場選手登録された。
2013年より、投手コーチを兼任する。
2015年10月13日付で退団した。退団は任意引退で、今後は地元への就職を希望していると報じられた。

## プレースタイル
MAX148km/hの伸びのあるストレートと鋭い変化球のコンビネーションが売り。
投球練習の初めにセカンドベースに近いところから一球投げるクセが特徴的である。

## 詳細情報

### 年度別投手成績
- 一軍公式戦出場なし

### 独立リーグでの投手成績
| 年 度     | 球 団     | 登 板 | 勝 利 | 敗 戦 | セ 丨 ブ | 完 投 | 勝 率 | 投 球 回 | 打 者 | 被 安 打 | 被 本 塁 打 | 奪 三 振 | 与 四 球 | 与 死 球 | 失 点 | 自 責 点 | 暴 投 | ボ 丨 ク | 失 策 | 防 御 率 | 奪 三 振 率 | W H I P |
| --------- | --------- | ----- | ----- | ----- | -------- | ----- | ----- | -------- | ----- | -------- | ----------- | -------- | -------- | -------- | ----- | -------- | ----- | -------- | ----- | -------- | ----------- | ------- |
| 2009      | 福井      | 21    | 6     | 12    | 0        | 13    | .333  | 147.1    | 616   | 125      | 1           | 124      | 37       | 13       | 56    | 34       | 7     | 0        | 4     | 2.08     | 7.57        | 1.10    |
| 2010      | 福井      | 39    | 16    | 7     | 5        | 9     | .696  | 176.1    | 717   | 132      | 5           | 162      | 48       | 13       | 53    | 42       | 13    | 1        | 0     | 2.14     | 8.27        | 1.02    |
| 2011      | 福井      | 13    | 9     | 3     | 1        | 2     | .750  | 81.1     | 342   | 75       | 2           | 89       | 28       | 4        | 22    | 21       | 5     | 0        | 1     | 2.32     | 9.88        | 1.27    |
| 2012      | 福井      | 13    | 3     | 0     | 1        | 1     | 1.000 | 44.0     | 181   | 39       | 0           | 35       | 11       | 5        | 10    | 8        | 2     | 0        | 0     | 1.64     | 7.16        | 1.14    |
| 2013      | 福井      | 34    | 1     | 6     | 11       | 2     | .143  | 69.1     | 292   | 61       | 2           | 55       | 30       | 6        | 25    | 20       | 5     | 0        | 1     | 2.60     | 7.16        | 1.32    |
| 2014      | 福井      | 24    | 7     | 9     | 0        | 3     | .438  | 151.0    | 629   | 139      | 7           | 146      | 52       | 9        | 66    | 59       | 8     | 0        | 3     | 3.52     | 8.70        | 1.26    |
| 2015      | 福井      | 20    | 7     | 3     | 0        | 0     | .700  | 107.1    | 461   | 90       | 7           | 75       | 43       | 8        | 43    | 34       | 7     | 1        | 1     | 2.85     | 6.30        | 1.24    |
| 通算：7年 | 通算：7年 | 164   | 49    | 40    | 18       | 30    | .551  | 776.2    | 3238  | 661      | 24          | 679      | 246      | 58       | 275   | 218      | 47    | 2        | 10    | 2.53     | 7.87        | 1.17    |

- 各年度の太字はリーグ最高

### 独立リーグでの打撃成績
| 年 度     | 球 団     | 試 合 | 打 数 | 得 点 | 安 打 | 二 塁 打 | 三 塁 打 | 本 塁 打 | 打 点 | 三 振 | 四 球 | 死 球 | 犠 打 | 犠 飛 | 盗 塁 | 失 策 | 併 殺 打 | 打 率 | 出 塁 率 | 長 打 率 | O P S |
| --------- | --------- | ----- | ----- | ----- | ----- | -------- | -------- | -------- | ----- | ----- | ----- | ----- | ----- | ----- | ----- | ----- | -------- | ----- | -------- | -------- | ----- |
| 2009      | 福井      | 8     | 1     | 0     | 0     | 0        | 0        | 0        | 0     | 1     | 1     | 0     | 0     | 0     | 0     | 4     | 0        | .000  | .500     | .000     | .500  |
| 通算：1年 | 通算：1年 | 8     | 1     | 0     | 0     | 0        | 0        | 0        | 0     | 1     | 1     | 0     | 0     | 0     | 0     | 4     | 0        | .000  | .500     | .000     | .500  |

### 背番号
- 64 （2004年 - 2007年）
- 16 （2009年 - 2015年）